# Дорожный (Марий Эл)
Дорожный — посёлок в Медведевском районе Марий Эл Российской Федерации. Входит в состав Сенькинского сельского поселения.
Численность населения — 536 человек (2020 год).

## География
Посёлок Дорожный располагается в 3 км на север от границы города Йошкар-Олы по федеральной автомобильной дороге Р176 «Вятка». Трасса отделяет посёлок от административного центра поселения — деревни Сенькино.

## История
Посёлок образовали зажиточные крестьяне хутора Бычиха (Коряковский), которые перевезли сюда разобранные деревянные дома в период раскулачивания. Один из домов хутора сохранился в посёлке до сих пор.

## Население
| 2010 | 2011 | 2012 | 2013 | 2014 | 2018 | 2020 |
| ---- | ---- | ---- | ---- | ---- | ---- | ---- |
| 418  | ↗424 | ↗435 | ↗442 | ↗445 | ↗542 | ↘536 |

Национальный состав на 1 января 2014 г.:
| Национальность | Численность, чел. | Доля    |
| -------------- | ----------------- | ------- |
| всего          | 445               | 100,0 % |
| Марийцы        | 255               | 57,3 %  |
| Русские        | 178               | 40,0 %  |
| Татары         | 5                 | 1,1 %   |
| другие         | 7                 | 1,6 %   |

## Описание
Жители проживают в 9 многоквартирных домах (162 квартиры), имеющих централизованное отопление, водоснабжение и водоотведение. Дома газифицированы. Имеется асфальтовое покрытие.
В посёлке располагается база ООО «Марийскавтодор»
В посёлке отсутствуют образовательно-воспитательные учреждения, дети посещают Сенькинскую среднюю общеобразовательную школу или учебные учреждения города Йошкар-Олы. В посёлке действует продовольственный магазин.